# Componente elettrico
Un componente elettrico è un dispositivo che per funzionare interagisce con l'energia elettrica e che è utilizzato come componente di un impianto elettrico o come apparecchio utilizzatore.

## Classificazione
Possono essere apparecchi utilizzatori (forno elettrico, fohn, lampadina, motore, ecc.) ma possono essere anche degli organi che servono per gestire, comandare, limitare, proteggere, controllare, misurare. Gli interruttori e i sezionatori per esempio sono organi di manovra che fanno parte della famiglia degli apparecchi elettrici ma di fatto non utilizzano la corrente elettrica ma la gestiscono. C'è da fare una distinzione con la macchina che è un complesso di apparecchi meccanici ed elettrici il quale segue anche una sua direttiva europea specifica (direttiva macchine). Tale direttiva serve a costruire macchine in sicurezza. La macchina è un insieme di componenti in cui ci possono essere apparecchi elettrici ma non è vero il contrario.

### Annotazioni
1. ↑  Il termine componente elettrico corrisponde all’inglese electrical equipment ed al francese matériel électrique.

### Fonti
1. ↑   Norma CEI 64-8: Impianti elettrici utilizzatori a tensione nominale non superiore a 1000V in corrente alternata e a 1500V in corrente continua (PDF), 2007,  p. 49 (archiviato il 22 febbraio 2024).
«27.3 Componente elettrico - Termine generale usato per indicare sia i componenti dell’impianto sia gli apparecchi utilizzatori.»
2. ↑  (EN, FR, DE, ES) IEC, International Electrotechnical Commission Electrical installations/Other equipment, su electropedia.org, agosto 2022.
«electrical equipment - item used for generation, conversion, transmission, distribution or utilization of electric energy»